# Alexandre Pierre François Boëly
 Boëly (Versalles, 19 d'abril de 1785 - París, 27 de desembre de 1858) fou un compositor i organista francès.
Primer va estudiar amb el seu pare Jean-Françoise i després en el Conservatori, sent nomenat més tard organista de l'església de Saint-Germain-l'Auxerrois. Fou un dels més notables concertistes de la seva època i es distingí en la interpretació de les obres de Bach i d'Handel. Se li deuen algunes composicions vocals i per a piano i orgue.